# Мчуну, Табисо
Табисо Мчуну (англ. Thabiso Mchunu; род. 4 марта 1988, Дурбан, Квазулу-Натал, ЮАР) — южноафриканский боксёр-профессионал, выступающий в первой тяжёлой весовой категории. Среди профессионалов чемпион по версии WBC Silver (2019—2024), чемпион Северной Америки по версии NABF (2014), чемпион ЮАР (2008—2014), бывший претендент на титулы чемпиона мира по версии WBO (2016) в 1-м тяжёлом весе и титул чемпиона мира по версии WBA (2025) в бриджервейте.
На апрель 2021 года, лучшая позиция по рейтингу BoxRec — 3-я и является 1-м среди южноафриканских боксёров первой тяжёлой весовой категории, а по рейтингам основных международных боксёрских организаций занял 3-ю строчку рейтинга WBC — входя в топ-15 лучших боксёров первого тяжёлого веса всего мира.

## Профессиональная карьера
Мчуну дебютировал на профессиональном ринге в возрасте 19 лет в первой тяжёлой весовой категории в июле 2007 года в родной Южной Африке. В четвёртом поединке завоевал титул чемпиона ЮАР. В 2008 году завоевал Пан-Африканский титул по версии WBA.
В 2011 году провёл промежуточный бой в супертяжёлом весе с соотечественником Дэнни Вентером. Бой вышел самым сложным, и Мчуну с трудом выиграл его решением большинства судей. В следующем поединке Табисо Мчуну неожиданно проиграл нокаутом боксёру из Конго, Заку Мвекассе.
В 2012 году Мчуну дважды нокаутировал в первом раунде соотечественника Фло Симбу в рамках турнира «Последний Герой». Мчуну хотел провести реванш с Мвекассой, который так же принимал участие в этом турнире, но Зак проиграл в полуфинале Дейни Вентеру.
В декабре 2012 года Мчуну снова встретился с Дейни Вентером, которого тяжело победил в 2011 году. Второй бой прошёл уже в рамках первого тяжёлого веса в финале турнира «Последний Герой», и Мчуну победил нокаутом в 5-м раунде.

### Бой с Эдди Чемберсом
В августе 2013 года малоизвестный за пределами ЮАР Табисо Мчуну, который все свои бои провёл на родине, отправился в США навстречу с местным фаворитом Эдди Чемберсом. Чемберс, для которого этот бой стал дебютным в первом тяжёлом весе, впервые в карьере встретился с соперником, значительно превосходившем его в скорости. Но разница в скорости была не единственным вызовом для Чемберса в этом бою: соперник Эдди заставил его вести очень неудобный для него бой — бой первым номером. В роли агрессора Чемберс чувствовал себя неуверенно: его джеб против левши Мчуну не работал вообще, а удары правой очень редко достигали цели. Мчуну же, напротив, хорошо работал на контратаках, выигрывая раунд за раундом. По окончании боя все трое судей отдали победу Табисо Мчуну со счетом 97:93, 99:91 и 99:91. «Быстрый Эдди» смог донести до Мчуну всего 6 % из всех выброшенных джебов и 29 % силовых ударов.

### Бой с Оланреваджу Дуродолой
На 24 января 2014 года был запланирован бой за титул NABF cruiserweight против Гарретта Вилсона. Но последний получил травму и в быстром порядке ему была найдена замена в лице нигерийца Оланреваджу Дуродола. Мчуну победил по очкам боксёра из Африки. 6 июня 2014 года должен был состоятся поединок за интерконтинентальный титул по версии IBF с бразильцем, Хулио Сезаром Дос Сантосом (26-2), но за день до боя поединок был отменён.
20 сентября 2014 года, Мчуну победил по очкам американца, Гарретта Уилсона.

### Претендентский бой с Илунгой Макабу
16 мая 2015 года состоялся поединок двух лучших африканских боксёров за звание обязательного претендента на титул чемпиона мира по версии WBC. Мчуну начал бой очень хорошо — много двигался, работал джебом, а в третьем раунде даже потряс Илунгу Макабу. После первых четырёх раундов Табисо лидировал на картах всех трех судей со счетом 40:36, 40:36 и 40:37. В дальнейшем Мчуну начал уставать, а Макабу, наоборот, только прибавил обороты. После восьми раундов на всех судейских картах ещё лидировал Мчуну, но разрыв по очкам сократился — 78:75, 77:75 и 77:76. Девятый и десятый раунды прошли при полном преимуществе Макабу и в одиннадцатом раунде Илунга Макабу закончил бой сильнейшим левым апперкотом — нокаут. Мчуну потерпел второе поражение в карьере.

### Чемпионский бой с Александром Усиком
17 декабря 2016 года Мчуну встретился с непобеждённым украинским чемпионом мира Александром Усиком (10-0) в бою за пояс по версии WBO. Первые два раунда пошли с преимуществом африканского боксёра, но Усик быстро выровнял ход поединка в свою пользу и нокаутировал Мчуну в 9 раунде. Этот поединок стал дебютом Усика в США.

### Бой с Константином Беженару
25 ноября 2017 год в Анкасвилле (США), в бою за титулы WBC International и WBC Continental Americas, единогласным решением судей (счёт: 91-98 и 92-97 — дважды) проиграл небитому молдаванину Константину Беженару (12-0), причём в 7-м раунде Мчуну побывал в нокдауне.

### Бой с Ричардом Болотником
23 июня 2018 года в Кемптон-Парке (ЮАР), досрочно техническим нокаутом в 6-м раунде победил опытного латвийца Ричарда Болотника (11-4-1).

### Бой с Денисом Лебедевым
21 декабря 2019 года в Красноярске (Россия), единогласным решением судей (счёт: 120-107, 119-108, 115-112) победил экс-чемпиона мира россиянина Дениса Лебедева (32-2), и завоевал вакантный титул чемпиона по версии WBC Silver в 1-м тяжёлом весе.

### Бой с Евгением Тищенко
27 марта 2021 года в Екатеринбурге (Россия), единогласным решением судей (счёт: 119-109, и 117-111 — дважды) победил бывшего Олимпийского чемпиона небитого россиянина Евгения Тищенко (8-0), и защитил титул чемпиона по версии WBC Silver (1-я защита Мчуну), став обязательным претендентом на титул чемпиона мира по версии WBC в 1-м тяжёлом весе.

### Чемпионский бой-реванш с Илунгой Макабу
Мчуну контролировал дистанцию, проваливал соперника, наказывал в контратаках. Чемпион грязнил, как и в первом бою: бил по затылку, старался ударить ниже пояса и очень уж норовил «случайно» приложиться по претенденту после гонга, но тот был начеку и увернулся. В следующей трёхминутке ответил той же монетой и попал. Макабу пришлось максимально взвинтить плотность боя, чтобы доносить хоть что-то до юркого претендента. Мчуну выбрасывал намного меньше, но действовал значительно эффективнее чемпиона. Ещё к экватору нокаутёр выглядел уставшим. В 5-м раунде Мчуну потряс Макабу правым контрхуком, а потом ещё и отметился ударом после гонга. Чемпион принялся вносить поправки в свой бокс, начал работать из-за джеба. Мчуну в ответ навязал возню в инфайтинге, а там уверенно перебивал Макабу. Временами претендент всё же действовал слишком пассивно. Мчуну был намного эффективнее, а его удары были значительно точнее и чище. В финальной трети поединка чемпион замедлился, поддерживать былую плотность схватки ему уже не удавалось. В ответ Мчуну временами теснил соперника, а контрить Макабу уже не составляло никакого труда. Вердикт судей: 115-113 Мчуну и 113-115, 112-116 — в ползу Макабу.

### Бой с Ямилем Альберто Перальта
После двух лет отсутствия на ринге провел бой 22 марта 2024 года в городе Дурбан (Квазулу-Натал, ЮАР) против известного аргентинского боксёра Ямиля Альберто Перальты (16-1, 9 КО). Бой носил статус отборочного по WBC и прошёл всю дистанцию, по итогам десяти раундов судьи выставили раздельное решение: 97-93, 93-97 и 96-94 в пользу аргентинца. 

### Бой с Муслимом Гаджимагомедовым
31 января 2025 года в рамках «Ночи чемпионов IBA» в Москве проиграл бой чемпиону по версии WBА в бриджервейте (до 101,6 кг) Муслиму Гаджимагомедову. Бой носил не титульный характер, так как обязательная защита пояса уже была проведена Гаджимагомедовым в октябре 2024 года, а новый обязательный претендент ещё не был назначен.
Первые раунды прошли в разведке и первый серьезный эпизод в конце второго раунда остался за чемпионом. Последующие раунды прошли с преимуществом Гаджимагомедова который приспособился к неудобному стилю левши Мчуну. В 8-м раунде боксеры активизировались пошли в размен, точнее был чемпион. В чемпионских раундах Муслим так же был предпочтительным потерявшего активность южноафриканца. Судьи отдали победу чемпиону: 100-90 — дважды, 100-91.

## Статистика профессиональных боёв
В таблице перечислены результаты всех поединков боксёров.
В каждой строке указан результат поединка. Дополнительно номер поединка обозначен цветом, который обозначает итог поединка. Расшифровка обозначений и цветов представлена в нижеследующей таблице.
| Пример | Расшифровка                     |
| ------ | ------------------------------- |
|        | Победа                          |
|        | Ничья                           |
|        | Поражение                       |
|        | Планируемый поединок            |
|        | Поединок признан несостоявшимся |
| КО     | Нокаут                          |
| ТКО    | Технический нокаут              |
| PTS    | Решение судей (по очкам)        |
| UD     | Единогласное решение судей      |
| MD     | Решение большинства судей       |
| SD     | Раздельное решение судей        |
| RTD    | Отказ от продолжения боя        |
| DQ     | Дисквалификация                 |
| NC     | Поединок признан несостоявшимся |

| 32 поединка, 24 победы (13 нокаутом), 8 поражений. | 32 поединка, 24 победы (13 нокаутом), 8 поражений. | 32 поединка, 24 победы (13 нокаутом), 8 поражений. | 32 поединка, 24 победы (13 нокаутом), 8 поражений. | 32 поединка, 24 победы (13 нокаутом), 8 поражений.          | 32 поединка, 24 победы (13 нокаутом), 8 поражений. | 32 поединка, 24 победы (13 нокаутом), 8 поражений.                                                                                       |
| Бой                                                | Результат                                          | Дата боя                                           | Соперник                                           | Место проведения боя                                        | Результат                                          | Дополнительно |
| -------------------------------------------------- | -------------------------------------------------- | -------------------------------------------------- | -------------------------------------------------- | ----------------------------------------------------------- | -------------------------------------------------- | --- |
| 32                                                 | 24-8                                               | 1 мая 2025                                         | Амадор Калонджи (7-1)                              | Sunbet Arena, Претория, ЮАР                                 | UD 10                                              | Счёт судей: 74-78, 78-74, 78-74. |
| 31                                                 | 23-8                                               | 31 января 2025                                     | Муслим Гаджимагомедов (5-0)                        | Международный центр бокса Лужники, Москва, Россия           | UD 10                                              | Счёт судей: 90-100, 91-100, 90-100. Бой в весе бриджервейт                                                                               |
| 30                                                 | 23-7                                               | 22 марта 2024                                      | Ямиль Перальта (16-1)                              | Olive Convention Centre, Дурбан, США                        | SD 10                                              | Счёт судей: 115-113, 113-115, 112-116. Бой за вакантный титул по версии WBC Silver в 1-м тяжёлом весе.                                   |
| 29                                                 | 23-6                                               | 29 января 2022                                     | Илунга Макабу (2) (28-2)                           | Packard Music Hall, Уоррен, Огайо, США                      | SD 12                                              | Счёт судей: 115-113, 113-115, 112-116. Бой за титул чемпиона мира по версии WBC (2-я защита Макабу) в 1-м тяжёлом весе.                  |
| 28                                                 | 23-5                                               | 27 марта 2021                                      | Евгений Тищенко (8-0)                              | Академия бокса RCC, Екатеринбург, Россия                    | UD 12                                              | Счёт судей: 119-109, 117-111 (дважды). Защитил титул чемпиона по версии WBC Silver (1-я защита Мчуну) в 1-м тяжёлом весе.                |
| 27                                                 | 22-5                                               | 21 декабря 2019                                    | Денис Лебедев (32-2)                               | ДС им. Ивана Ярыгина, Красноярск, Красноярский край, Россия | UD 12                                              | Счёт судей: 120-107, 119-108, 115-112. Завоевал вакантный титул чемпиона WBC Silver в 1-м тяжёлом весе.                                  |
| 26                                                 | 21-5                                               | 20 октября 2019                                    | Уиллбифорс Шихепо (25-11)                          | Тайм-сквер, Претория, ЮАР                                   | RTD 3 (10), 3:00                                   | |
| 25                                                 | 20-5                                               | 8 декабря 2018                                     | Томас Остхойзен (28-1-2)                           | Кемптон-Парк, ЮАР                                           | UD 12                                              | Счёт судей: 119-109, 118-111, 119-111. Завоевал титул чемпиона Африканского Боксёрского Союза.                                           |
| 24                                                 | 19-5                                               | 1 сентября 2018                                    | Томас Остхойзен (27-1-2)                           | Кемптон-Парк, ЮАР                                           | MD 12                                              | Счёт судей: 114-114 и 115-113 (дважды). Бой за вакантный титул чемпиона Африканского Боксёрского Союза.                                  |
| 23                                                 | v19-4                                              | 23 июня 2018                                       | Ричард Болотник (11-4-1)                           | Кемптон-Парк, ЮАР                                           | TKO 6 (10), 0:23                                   | |
| 22                                                 | 18-4                                               | 25 ноября 2017                                     | Константин Беженару (12-0)                         | Анкасвилл, США                                              | UD 10                                              | Счёт судей: 91-98 и 92-97 (дважды). Бой за титулы WBC International и WBC Continental Americas. Мчуну в нокдауне в 7-м раунде.           |
| 21                                                 | 18-3                                               | 10 июня 2017                                       | Джонни Мюллер (20-7-2)                             | Кемптон-Парк, ЮАР                                           | UD 12                                              | Счёт: 120-108 (трижды). Завоевал вакантные титулы чемпиона ЮАР и Африканского Боксёрского Союза.                                         |
| 20                                                 | 17-3                                               | 17 декабря 2016                                    | Александр Усик (10-0)                              | Forum, Инглвуд, Калифорния, США                             | KO 9 (12), 1:53                                    | Бой за титул чемпиона мира по версии WBO (1-я защита Усика). Мчуну в нокдауне в 6 и дважды в 9 раундах.                                  |
| 19                                                 | 17-2                                               | 20 мая 2016                                        | Бонифаций Каборе (18-3)                            | Дурбан, ЮАР                                                 | TKO 2 (12)                                         | Завоевал вакантный титул WBA Pan African.                                                                                                |
| 18                                                 | 16-2                                               | 16 мая 2015                                        | Илунга Макабу (18-1)                               | Дурбан, ЮАР                                                 | KO 11 (12), 1:56                                   | Бой за звание обязательного претендента на титул чемпиона мира по версии WBC.                                                            |
| 17                                                 | 16-1                                               | 20 сентября 2014                                   | Гарретт Уилсон (13-7-1)                            | Коннектикут, США                                            | UD 12                                              | Счёт судей: 99-90, 96-93, 98-91. Защитил титул NABF.                                                                                     |
| 16                                                 | 15-1                                               | 24 января 2014                                     | Оланреваджу Дуродола (17-1)                        | Атлантик-Сити, США                                          | UD 10                                              | Счёт судей: 98-91, 96-93, 97-92. Выиграл титул NABF. Дуродола в нокдауне во 2 раунде.                                                    |
| 15                                                 | 14-1                                               | 3 августа 2013                                     | Эдди Чемберс (36-3)                                | Анкасвилл, США                                              | UD 10                                              | Счёт судей: 99-91, 97-93, 99-91. |
| 14                                                 | 13-1                                               | 10 ноября 2012                                     | Дейни Вентер (15-5)                                | Экурхулени, ЮАР                                             | KO 5 (12), 1:52                                    | Выиграл вакантный титул African Boxing Union. Финал турнира "Супер-8".                                                                   |
| 13                                                 | 12-1                                               | 22 сентября 2012                                   | Фло Симба (12-3)                                   | Экурхулени, ЮАР                                             | TKO 1 (10), 2:46                                   | Полуфинал турнира "Супер-8". |
| 12                                                 | 11-1                                               | 16 июня 2012                                       | Фло Симба (12-2)                                   | Экурхулени, ЮАР                                             | TKO 1 (8), 2:53                                    | Четвертьфинал турнира "Супер-8". |
| 11                                                 | 10-1                                               | 24 сентября 2011                                   | Зак Мвекасса (10-2)                                | Экурхулени, ЮАР                                             | TKO 6 (8), 1:45                                    | |
| 10                                                 | 10-0                                               | 4 июня 2011                                        | Дейни Вентер (11-4)                                | Экурхулени, ЮАР                                             | MD 8                                               | |
| 9                                                  | 9-0                                                | 5 ноября 2010                                      | Дэниэль Брюэер (21-1-1)                            | Дурбан, ЮАР                                                 | UD 12                                              | Не разыгран титул чемпиона ЮАР в первом тяжёлом весе. Мчуну превысил лимит веса, установленный для данного боя на 190 фунтов (86,26 кг). |
| 8                                                  | 8-0                                                | 22 января 2010                                     | Рубен Грёневальд (23-7-3)                          | Блумфонтейн, ЮАР                                            | TKO 4 (12), 1:31                                   | Защитил титул чемпиона ЮАР в первом тяжёлом весе.                                                                                        |
| 7                                                  | 7-0                                                | 15 мая 2009                                        | Сун Боутс (27-12)                                  | Сасолбург, ЮАР                                              | TKO 8 (12), 2:21                                   | Защитил титул чемпиона ЮАР и WBA Pan African в первом тяжёлом весе.                                                                      |
| 6                                                  | 6-0                                                | 10 октября 2008                                    | Марчиано Комми (18-9)                              | Блумфонтейн, ЮАР                                            | KO 1 (12), 0:32                                    | Выиграл вакантный титул WBA Pan African в первом тяжёлом весе.                                                                           |
| 5                                                  | 5-0                                                | 11 июля 2008                                       | Шон Сантана (4-1)                                  | Йоханнесбург, ЮАР                                           | TKO 7 (12)                                         | Защитил титул чемпиона ЮАР в первом тяжёлом весе. Остановка из-за рассечения.                                                            |
| 4                                                  | 4-0                                                | 29 февраля 2008                                    | Патрик Мадзинга (8-12-2)                           | Йоханнесбург, ЮАР                                           | TKO 9 (12), 2:07                                   | Выиграл вакантный титул чемпиона ЮАР в первом тяжёлом весе.                                                                              |
| 3                                                  | 3-0                                                | 11 января 2008                                     | Жак Муссизи (0-2)                                  | Велком, ЮАР                                                 | TKO 1 (4)                                          | |
| 2                                                  | 2-0                                                | 10 ноября 2007                                     | Кляйнбой Макашане (0-1)                            | Йоханнесбург, ЮАР                                           | TKO 1 (4)                                          | |
| 1                                                  | 1-0                                                | 28 июля 2007                                       | Мзикаисе Хленгва (Дебют)                           | Дурбан, ЮАР                                                 | PTS 4 (4)                                          | |
| Бой                                                | Результат                                          | Дата боя                                           | Соперник                                           | Место проведения боя                                        | Результат                                          | Дополнительно |